# Mission à Alger
Série des films avec Basil Rathbone dans le rôle de Sherlock Holmes
 La Femme en vert
(1945) Le Train de la mort
(1946)
Pour plus de détails, voir Fiche technique et Distribution.
Mission à Alger (titre original : Pursuit to Algiers) est un film américain sorti en 1945, réalisé par Roy William Neill. 
Il s’agit du douzième film avec Basil Rathbone et Nigel Bruce dans les rôles respectifs de Sherlock Holmes et du docteur Watson.

## Synopsis
Alors qu'ils s'apprêtent à quitter Londres pour prendre des vacances en Écosse, Sherlock Holmes et le Docteur Watson sont abordés dans la rue par des inconnus. Holmes comprend qu'il s'agit d'émissaires cherchant à lui indiquer l'heure et le lieu d'un mystérieux rendez-vous. Intrigué, il s'y rend en compagnie de Watson et y rencontre le premier ministre de Rovénie, un pays fictif. L'homme d'État implore Sherlock Holmes d'escorter le Prince Nikolas, héritier du trône, qui doit partir de Londres pour rejoindre son pays. Son père, le roi Stefan, vient d'être assassiné par un puissant groupe souhaitant s'emparer du pouvoir.
Ce voyage doit se faire en avion, mais l'appareil prévu a eu une avarie et été remplacé au dernier moment par un avion plus petit qui ne permet pas à Watson d'embarquer. Holmes trouve cette panne suspecte, mais accepte de partir seul avec Nikolas malgré les protestations de Watson. Avant de le quitter, Holmes demande à son fidèle ami de prendre un bateau en partance pour la Méditerranée et le prévient qu'il risque d'être suivi par des espions.
Pendant la traversée, Watson apprend que l'avion s'est écrasé dans les Pyrénées et qu'aucun survivant n'a été retrouvé. Au même moment, un homme de l'équipage vient le chercher pour lui demander de se rendre dans la cabine d'un passager malade. Watson a alors la surprise d'y trouver Holmes. Le détective est parvenu à embarquer en toute discrétion en compagnie du prince Nikolas, évitant ainsi de prendre l'avion qui avait été affrété. Holmes explique à Watson que Nikolas sera en sûreté lorsque le bateau arrivera à Alger, où il retrouvera son escorte officielle. D'ici là, Watson devra faire passer le prince pour son neveu auprès des autres passagers. Parmi eux, plusieurs semblent suspects. Deux hommes, Kingston et Childre, discutent discrètement du « corps du roi » puis de « trois corps » absents. Sheila Woodbury, pianiste et chanteuse, semble quant à elle troublée en apprenant que Sherlock Holmes est à bord. Elle s'intéresse par ailleurs de près à Nikolas.
Le bateau fait une escale imprévue à Lisbonne. Trois hommes, Mirko, Gregor et Gubec, montent à bord et s'installent dans la cabine située en face de celle de Nikolas. Le lendemain matin, un café est servi au prince par le garçon de cabine. À la suite d'une remarque anodine de Watson sur la mousse présente à la surface du café, Holmes s'empare de la tasse et découvre que quelqu'un a tenté d'empoisonner Nikolas avec de l'acide cyanique. Dans la journée, Holmes et Watson participent à un jeu d'adresse avec les trois hommes montés à Lisbonne. Holmes est intrigué par l'agilité de Mirko. Le soir-même, celui-ci, avec la complicité de ses deux acolytes, tente d'assassiner le détective en lançant un couteau à travers le hublot de sa cabine, mais Holmes anticipe cette attaque et referme son hublot sur la main du criminel. Désormais, le détective connaît les intentions des trois hommes et sait qu'ils vont chercher par tous les moyens à tuer le prince Nikolas avant que le bateau parvienne à Alger.
Le lendemain, Holmes repense à l'attitude suspecte de Sheila Woodbury à son égard et comprend que celle-ci dissimule quelque chose dans sa sacoche de partitions. Il parvient à lui faire avouer que Hassan, son employeur, a glissé dans cette sacoche des émeraudes volées dont la disparition avait été signalée dans la presse. Holmes récupère les pierres qui seront rendues à sa propriétaire. Peu après, Holmes apprend que Kingston et Childre sont de simples archéologues travaillant sur des sarcophages en Égypte et ne sont donc pas impliqués dans cette affaire.
Le soir-même, une fête est organisée dans le salon du bateau. Gregor parvient à remplacer la pochette-surprise de Nikolas par un explosif. Holmes remarque néanmoins que cette pochette est suspecte et la récupère pour la jeter à la mer. Le bateau accoste peu après au port d'Alger la zone et chacun rentre dans sa cabine pour faire ses valises. Imitant la voix du docteur Watson, Gregor parvient à tromper Nikolas qui ouvre sa porte. Les trois criminels kidnappent le prince et ligotent Holmes. Watson arrive trop tard pour aider son ami, mais celui-ci le rassure : le jeune homme kidnappé n'était pas le véritable prince Nikolas. Celui-ci était en réalité le garçon de cabine. La police est d'ores et déjà prévenue et arrêtera les trois criminels en libérant leur otage. Le prince Nikolas peut quant à lui partir sain et sauf avec son escorte. Holmes et Watson peuvent enfin prendre leurs vacances, avec un peu de retard.

## Fiche technique
- Titre original : Pursuit to Algiers
- Titre français : Mission à Alger
- Réalisation : Roy William Neill
- Scénario : Leonard Lee
- Photographie : Paul Ivano
- Montage : Saul A. Goodkind
- Production : Universal Studios
- Pays d’origine :  États-Unis
- Langue : Anglais
- Format : Noir et blanc - Son Mono
- Genre : Mystère
- Durée : 65 minutes
- Dates de sortie :
  - États-Unis : 26 octobre 1945

## Distribution
- Basil Rathbone : Sherlock Holmes
- Nigel Bruce : Dr. Watson
- Marjorie Riordan : Sheila Woodbury
- Rosalind Ivan : Agatha Dunham
- Leslie Vincent (en) : Prince Nikolas
- Martin Kosleck : Mirko
- Rex Evans : Gregor
- Wee Willie Davis (en) : Gubec
- John Abbott : Jodri
- Morton Lowry : Sanford